# Helpter Berge

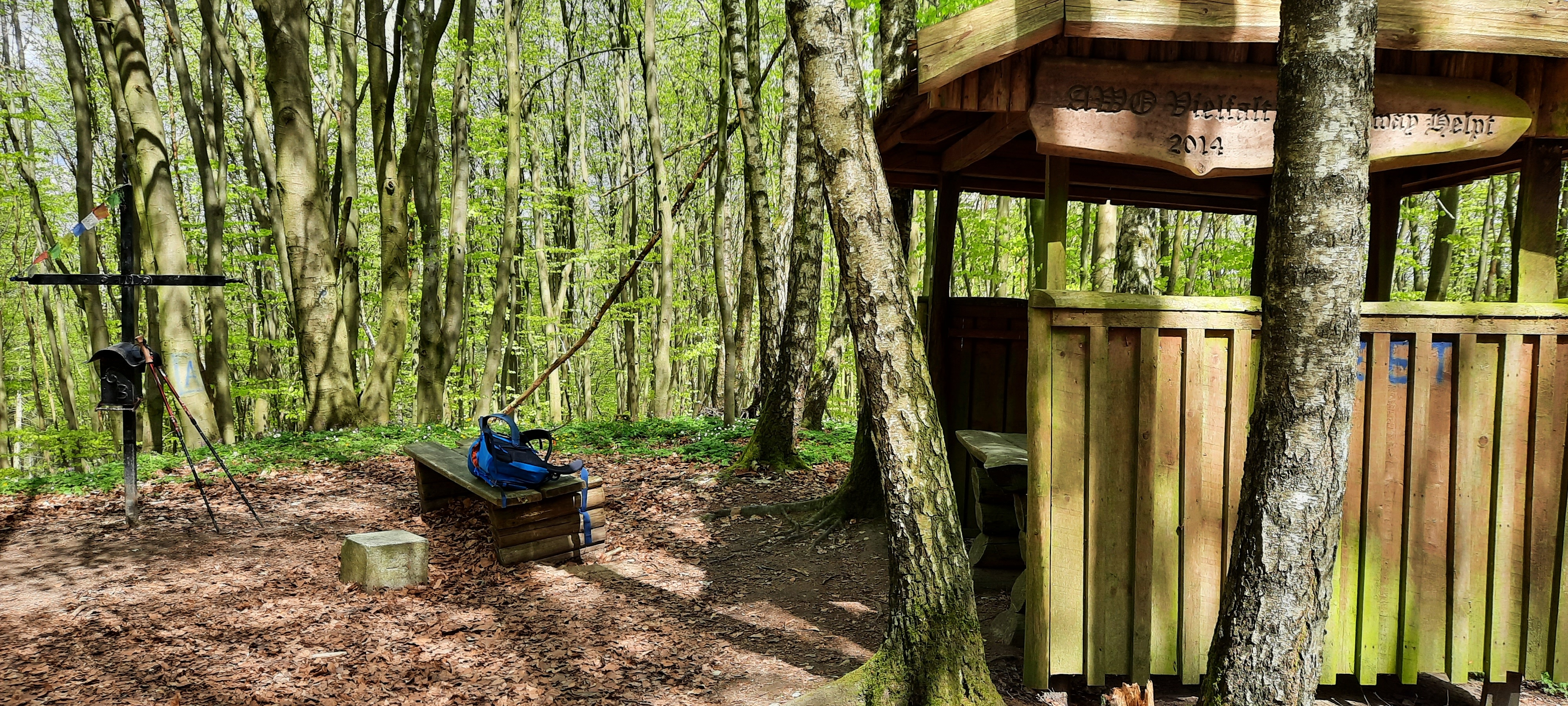
Gipfel Helpter Berg: Höchste Erhebung der Helpter Berge
mit Trigonometrischem Punkt und Gipfelkreuz

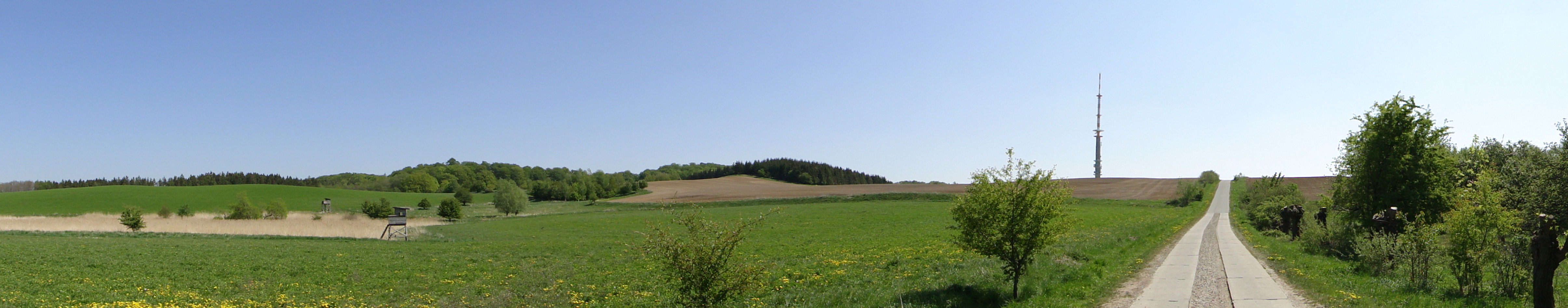
Blick von Nordnordwesten vom Gemeindegebiet Helpt (an der Kreisstraße MST 53) zu den Helpter Bergen mit Fernmeldeturm Helpterberg

Die Helpter Berge im Landkreis Mecklenburgische Seenplatte sind mit 179,2 m ü. NHN die höchste natürliche Erhebung in Mecklenburg-Vorpommern und gehören zum Rückland der Mecklenburg-Brandenburger Seenplatte.
Die aus der Pommern-Phase der Weichsel-Eiszeit stammende Endmoräne wurde nach der 2,4 Kilometer nordnordwestlich liegenden Ortschaft Helpt benannt. Der bewaldete Höhenzug liegt im Osten des Landkreises Mecklenburgische Seenplatte rund neun Kilometer westsüdwestlich von Strasburg (Uckermark), etwa drei Kilometer nordnordöstlich von Woldegk und zweieinhalb Kilometer nordwestlich von Mildenitz.
Der Höhenzug ist Teil einer von Südwest nach Nordost verlaufenden und nicht sehr weitläufigen Hügelkette. In der Landschaft liegen die Helpter, Mildenitzer und Woldegker Heide. Südwestlich liegt der fast vollständig verlandete Große Totensee und jenseits des dortigen Woldegk der Woldegker Stadtsee.
Ungefähr 580 m südwestlich der höchsten Stelle der Helpter Berge steht seit 1981 auf etwa 151 m Höhe der 203,2 m hohe Fernmeldeturm Helpterberg. Unweit davon wurden in nordnordöstlicher Richtung weitere Sendeanlagen errichtet.